# أوسوي مايتان أركونادا
أوسوي مايتان أركونادا (من مواليد 28 أكتوبر 1998) لاعبة تنس أمريكية ولدت في الأرجنتين، فازت أركونادا بلقب زوجي الفتيات في بطولة ويمبلدون 2016، إلى جانب لاعبة التنس كلير ليو. في مايو 2015، حصلت على التصنيف المشترك للناشئين في آي تي أف وهو رقم 5. كمحترفة، فازت بخمسة ألقاب فردية وسبعة ألقاب زوجية في جولة آي تي أف العالمية للتنس للسيدات.